# Nguyễn Đức Minh (thiếu tướng 2018)
Nguyễn Đức Minh là một tướng lĩnh của lực lượng Công an nhân dân Việt Nam với quân hàm Thiếu tướng. Ông hiện giữ chức vụ Phó Cục trưởng Cục Công tác Đảng và công tác chính trị, Bộ Công an (Việt Nam).

## Tiểu sử
Nguyễn Đức Minh là đảng viên Đảng Cộng sản Việt Nam.
Từ tháng 4 năm 2015 đến tháng 5 năm 2016, Nguyễn Đức Minh là Đại tá công an, Phó Cục trưởng Cục Tham mưu, Tổng cục Chính trị Công an nhân dân, Bộ Công an.
Tháng 2 năm 2017, Nguyễn Đức Minh là Đại tá, Cục trưởng Cục Công tác Đảng và công tác quần chúng (X16), Tổng cục Chính trị Công an nhân dân, Bộ Công an.
Tháng 3 năm 2018, Nguyễn Đức Minh là Thiếu tướng, Cục trưởng Cục X16, Bộ Công an.
Từ tháng 11 năm 2018 đến nay, Nguyễn Đức Minh là Thiếu tướng Công an nhân dân Việt Nam, Phó Cục trưởng Cục Công tác Đảng và công tác chính trị, Bộ Công an (Việt Nam).

## Lịch sử thụ phong quân hàm
| Năm thụ phong | –      | 2018        |
| ------------- | ------ | ----------- |
| Quân hàm      |        |             |
| Cấp bậc       | Đại tá | Thiếu tướng |